# Cañada Rosal (kommun)
Cañada Rosal är en kommun i Spanien.   Den ligger i provinsen Provincia de Sevilla och regionen Andalusien, i den södra delen av landet, 300 km söder om huvudstaden Madrid. Antalet invånare är 3 272.